# 영국의사협회
영국 의사 협회(British Medical Association)는 1832년 설립된 영국의 의사 단체이다.

## 역사
1832년 7월 영국 우스터에서 창설되었다.
2012년 퇴직 연금 삭감에 반대하여 파업에 돌입하였다.

## 같이 보기
- 대한의사협회
- 미국의사협회
- 세계의사회
- 마이클 마멋